# 保罗·阿克利
保罗·阿克利（英語：Paul Ackerley，1949年5月16日—2011年5月3日），新西兰前男子曲棍球运动员。他曾代表新西兰国家队参加1976年夏季奥林匹克运动会曲棍球比赛，获得一枚金牌。
2011年5月3日，在威靈頓去世，享年61歲。